# Ana Wagener
Ana Álvarez Wagener (Las Palmas de Gran Canària, 1962) és una actriu espanyola.

## Biografia
Wagener es va graduar a l'Escola Superior d'Art Dramàtic de Sevilla, i als 18 anys Alfonso Zurro l'escolliria per a una figuració en l'òpera Carmen, fitxant-la també per a la companyia teatral La Jácara, en 1982.
Iniciada la seva carrera com a actriu en el teatre, aviat la seva cara es va fer coneguda en participar en produccions televisives, com Querido maestro, Compañeros, El comisario o La Señora.
També treballa en el doblatge des dels anys 80 on el seu treball es va destacar com a directora i com a actriu, arribant a doblegar habitualment a l'actriu Felicity Huffman.
El setè art li va tendir la mà l'any 2000 amb El Bola, d'Achero Mañas i des de llavors la seva trajectòria cinematogràfica no ha fet més que créixer. 7 vírgenes, AzulOscuroCasiNegro, Tomar el cielo, El patio de mi cárcel, Biutiful o La voz dormida són unes altres de les cintes en les quals ha participat. I concretament aquestes tres últimes li brinden sengles nominacions als Premis Goya, i fou premiada amb el Goya a la millor actriu secundària de 2011 per La voz dormida.

## Filmografia
- Adú (2020)
- Legado en los huesos (2019)
- Tu hijo (2018)
- El reino (2018)
- Contratiempo (2017)
- Vulcania (2015)
- A escondidas (2014)
- Los amantes pasajeros (2013)
- Fènix 11:23 (2012)
- Ojos que no ven (2012) (C)
- El perfecto desconocido (2011)
- La voz dormida (2011)
- Secuestrados (2010)
- Biutiful (2010)
- 8 citas (2008)
- El patio de mi cárcel (2008)
- Tomar el cielo (2008)
- Test (2007) (C)
- Intrusos (en Manasés) (2007)
- (Va de) citas (2007)

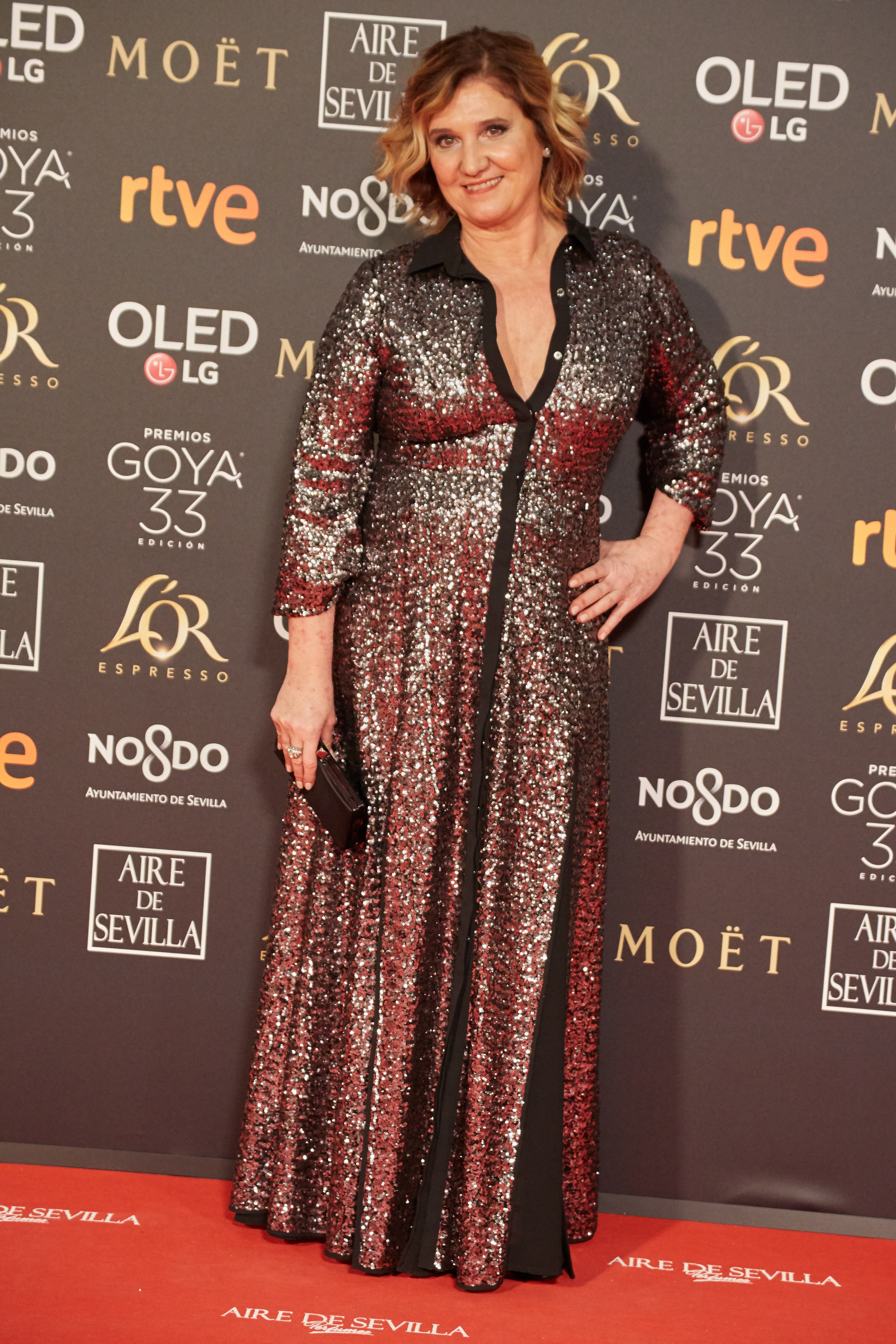
Ana Wagener als Premis Goya 2019

- ¿Por qué se frotan las patitas? (2006)
- Cabeza de perro (2005)
- Morir, dormir, soñar (2005) (C)
- Hiyab (2005) (C)
- AzulOscuroCasiNegro (2004)
- Vida y color (2004)
- Palos de ciego amor (2004) (C)
- El séptimo día (2004)
- 7 vírgenes (2004)
- Horas de luz (2004)
- Exprés (2003) (C)
- Torremolinos 73 (2003)
- El Bola (2000)

(C) - Curtmetratge

## Televisió
- Alba (2021)
- La otra mirada (2018-2019)
- La princesa Paca (2017)
- La española inglesa (2015)
- Con el culo al aire (2013)
- 14 de abril. La República (2011)
- La Señora (2008-2010)
- Cuenta atrás (2007-2008)
- El comisario (1999-2005)
- Hospital Central (2003)
- Javier ya no vive solo (2003)
- Padre coraje (2002)
- Policías, en el corazón de la calle (2000-2001)
- El grupo (2000-2001)
- Raquel busca su sitio (2000)
- Compañeros (1998)
- Querido maestro (1997)
- Más que amigos (1997)
- Vísperas (1987)

## Teatre
- Hamlet (2016)
- Humo (2015), lectura dramatitzada de Josep Maria Miró.
- Fausto (2014-2015)
- La anarquista (2012-2013)
- Tuya (2012), lectura dramatitzada de la novel·la homònima de Claudia Piñeiro, adaptada per Marcos Carnevale.
- Málaga (2011-2013)
- 19.30 (2010)
- La madre vigila tus sueños (2006-2007)
- En tierra de nadie (2004-2005)
- Luces de bohemia (2002)
- Joe Killer, el asesino (1998)
- Los domingos matan más hombres que las bombas (1995)
- ¿Qué no...? (1988)
- Los cuentos de la Alhambra (1983)

## Premis i candidatures
Premis Goya
| Any  | Categoria                | Pel·lícula            | Resultat   |
| ---- | ------------------------ | --------------------- | ---------- |
| 2008 | Millor actriu revelació  | El patio de mi cárcel | Nominada   |
| 2010 | Millor actriu secundària | Biutiful              | Nominada   |
| 2011 | Millor actriu secundària | La voz dormida        | Guanyadora |
| 2018 | Millor actriu secundària | El reino              | Nominada   |

Premis de la Unión de Actores y Actrices
| Any  | Categoria                              | Pel·lícula/Sèrie/Obra | Resultat   |
| ---- | -------------------------------------- | --------------------- | ---------- |
| 2018 | Millor actriu secundària               | El Reino              | Guanyadora |
| 2015 | Millor actriu secundària de teatre     | Fausto                | Nominada   |
| 2014 | Millor actriu de repartiment de cinema | A escondidas          | Nominada   |
| 2014 | Millor actriu secundària de teatre     | Fausto                | Nominada   |
| 2011 | Millor actriu secundària de cinema     | La voz dormida        | Guanyadora |
| 2010 | Millor actriu secundària de cinema     | Biutiful              | Guanyadora |
| 2009 | Millor actriu secundària de televisió  | La Señora             | Nominada   |
| 2008 | Millor actriu secundària de cinema     | El patio de mi cárcel | Guanyadora |
| 2008 | Millor actriu secundària de televisió  | La Señora             | Nominada   |
| 2006 | Millor actriu de repartiment de cinema | AzulOscuroCasiNegro   | Nominada   |

Medalles del Cercle d'Escriptors Cinematogràfics
| Any  | Categoria                | Pel·lícula     | Resultat |
| ---- | ------------------------ | -------------- | -------- |
| 2011 | Millor actriu secundària | La voz dormida | Nominada |
| 2018 | Millor actriu secundària | El reino       | Nominada |

Premis Gaudí
| Any  | Categoria                                | Pel·lícula  | Resultat |
| ---- | ---------------------------------------- | ----------- | -------- |
| 2012 | Millor interpretació femenina secundària | Fènix 11·23 | Nominada |

Festival de Màlaga
| Any  | Categoria | Curtmetratge         | Resultat   |
| ---- | --- | -------------------- | ---------- |
| 2008 | Biznaga de Plata (Curtmetratges): Millor interpretació femenina (ex aequo amb Pilar Castro, Sandra Ferrús i Nadia de Santiago) | Test                 | Guanyadora |
| 2006 | Biznaga de Plata (Curtmetratges): Millor interpretació femenina                                                                | Morir, dormir, soñar | Guanyadora |

Festival de Cinema d'Alacant
| Any  | Categoria                                                   | Curtmetratge         | Resultat   |
| ---- | ----------------------------------------------------------- | -------------------- | ---------- |
| 2006 | Premi de la Sección Oficial de Curtmetratges: Millor actriu | Morir, dormir, soñar | Guanyadora |

Altres premis
| Any  | Festival                                                    | Pel·lícula/Curtmetratge | Resultat   |
| ---- | ----------------------------------------------------------- | ----------------------- | ---------- |
| 2006 | Certamen Nacional de Curtmetratges de Mula                  | Morir, dormir, soñar    | Guanyadora |
| 2006 | Concurs Iberoamericà de Curtmetratges Versión Española-SGAE | Morir, dormir, soñar    | Guanyadora |
| 2006 | Festival Internacional de Curtmetratges de Móstoles         | Morir, dormir, soñar    | Guanyadora |
| 2006 | Concurs de Curts "Cuadrilla de Laguardia-Rioja Alavesa"     | Morir, dormir, soñar    | Guanyadora |
| 2005 | Primavera Cinematogràfica de Lorca                          | Vida y color            | Guanyadora |
| 2004 | Primavera Cinematogràfica de Lorca                          | Palos de ciego amor     | Guanyadora |
| 2003 | Certamen Nacional de Curtmetratges d'Alfas del Pi           | Exprés                  | Guanyadora |